# Municipio de La Esperanza (kommun i Guatemala)
Municipio de La Esperanza är en kommun i Guatemala.   Den ligger i departementet Departamento de Quetzaltenango, i den västra delen av landet, 120 km väster om huvudstaden Guatemala City.
Följande samhällen finns i Municipio de La Esperanza:
- La Esperanza